# Wallace Ford
Wallace Ford (* 12. Februar 1898 in Bolton, England als Samuel Jones Grundy; † 11. Juni 1966 in Los Angeles, Kalifornien, USA) war ein britischer Schauspieler.

## Leben
Wallace Ford hatte unter dem Geburtsnamen Samuel Jones Grundy eine Dickens-artige Kindheit: Er wurde in sehr ärmliche Verhältnisse bei Manchester geboren und als Kleinkind von seinen Eltern getrennt (in den 1930er-Jahren fand er diese durch eine von der Presse vielbeachtete, erfolgreiche Suche wieder). Der Junge lebte anschließend zeitweise in einem der Kinderheime von Thomas John Barnardo. Schließlich gelangte Grundy zu einem Kinderheim in Manitoba in Kanada, wo er als Hilfsarbeiter an über ein Dutzend örtliche Farmer „verliehen“ und teilweise wie ein Sklave behandelt wurde. Mit elf Jahren rannte er von diesen Arbeiten fort und übernahm in der Folgezeit eine Vielzahl von kleinen Jobs – unter anderem auch als Platzanweiser im Theater. Er schloss sich schließlich einer Vaudeville-Gruppe namens „Winnepeg Kiddies“ an, bei welchen er bis 1914 blieb. Anschließend machte sich Samuel Grundy mit einem Freund namens Wallace Ford auf den Weg in die Vereinigten Staaten, wobei der Freund Wallace allerdings durch einen Eisenbahnwaggon getötet wurde. In Erinnerung an seinen Gefährten gab sich Grundy schließlich den Künstlernamen „Wallace Ford“.
Nach einem Einsatz im Ersten Weltkrieg fand Ford Engagements in klassischen Theaterrollen und trat auch am Broadway auf, unter anderem in den Stücken Abraham Lincoln, Abie’s Irish Rose und Bad Girl. Mit Beginn der Tonfilm-Ära kam Ford schließlich nach Hollywood, wo er bis zu seinem Tod regelmäßige Engagements in Kinofilmen übernahm. Seinen Einstand in Hollywood hatte er als Verlobter von Joan Crawford in Alles für dein Glück. Die Hauptrolle in Tod Brownings Horrordrama Freaks (1932) stellte eine seiner bedeutendsten Aufgaben im Spielfilm dar. In den folgenden Jahren spielte er häufig Hauptrollen in B-Filmen, meistens Kriminal- oder Horrorfilme. Einen weiteren nennenswerten Auftritt hatte Ford als irischer Freiheitskämpfer in Der Verräter (1935) unter Regie von John Ford. Der Schauspieler Ford wurde vom Regisseur Ford in insgesamt 13 seiner Filmen eingesetzt, womit er Mitglied von John Fords inoffizieller Company war.
Ab Mitte der 1930er-Jahre wurde er überwiegend in Nebenrollen, vor allem in Western wie Der Mann aus Laramie (1955) und Warlock (1959), eingesetzt. Wegen seines zunehmenden Gewichtes verlagerte sich Ford auf Charakterrollen, häufig gutmütiger und freundlicher Natur. Ab den 1950er-Jahren absolvierte er auch viele Gastrollen im US-Fernsehen, zudem hatte er eine feste Rolle als Marshal Herk Lamson in der Serie Der zweite Mann an der Seite von Henry Fonda. Seine letzte Rolle spielte Ford als alkoholkranker Großvater in dem Filmdrama Träumende Lippen (1965) neben Sidney Poitier und Shelley Winters.
Wallace Ford war von 1922 bis zu seinem Tod mit der Schauspielerin Martha Haworth verheiratet, sie hatten eine Tochter namens Patricia. Wallace Ford verstarb 1966 im Alter von 68 Jahren an einem Herzinfarkt.

## Filmografie (Auswahl)
- 1931: Alles für dein Glück (Possessed)
- 1932: Freaks
- 1933: Ein Stück vom Mond (Three-Cornered Moon)
- 1933: Employees’ Entrance
- 1934: Die letzte Patrouille (The Lost Patrol)
- 1935: Der Verräter (The Informer)
- 1935: Stadtgespräch (The Whole Town’s Talking)
- 1941: Agenten der Nacht (All through the Night)
- 1941: Blues in the Night
- 1943: Im Schatten des Zweifels (Shadow of a Doubt)
- 1944: Secret Command
- 1945: Spionage in Fernost (Blood on the Sun)
- 1945: Liebe im Ring (The Great John L.)
- 1945: Ich kämpfe um dich (Spellbound)
- 1946: Vergessene Stunde (Black Angel)
- 1946: Das Vermächtnis (The Green Years)
- 1947: Fremde Stadt (Magic Town)
- 1947: Späte Sühne (Dead Reckoning)
- 1947: Geheimagent T (T-Men)
- 1948: Abrechnung in Coroner Creek (Coroner Creek)
- 1948: Tochter der Prärie (Belle Starr's Daughter)
- 1949: Ring frei für Stoker Thompson (The Set-Up)
- 1950: Die Farm der Besessenen (The Furies)
- 1950: Menschenschmuggel (The Breaking Point)
- 1950: Mein Freund Harvey (Harvey)
- 1950: Geheimagent in Wildwest (Dakota Lil)
- 1951: Am Marterpfahl der Sioux (Warpath)
- 1951: Painting the Clouds with Sunshine
- 1951: Steckbrief 7-73 (He Ran All the Way)
- 1952: Sein großer Kampf (Flesh and Fury)
- 1953: Der Sheriff ohne Colt (The Boy from Oklahoma)
- 1954: Destry räumt auf (Destry)
- 1954: Im Zirkus der drei Manegen (Three Ring Circus)
- 1955: Der Mann aus Laramie (The Man from Laramie)
- 1955: Ich will, daß du mich liebst (Lucy Gallant)
- 1955: Wichita
- 1956: Der Held von Texas (The First Texan)
- 1956: Der Teufel von Colorado (The Maverick Queen)
- 1956: Johnny Concho
- 1956: Duell am Apachenpaß (Thunder Over Arizona)
- 1956: Der Regenmacher (The Rainmaker)
- 1957: Im Lande Zorros (Stagecoach to Fury)
- 1958: Die Heiratsvermittlerin (The Matchmaker)
- 1958: Das letzte Hurra (The Last Hurrah)
- 1959: Warlock
- 1959–1960: Der zweite Mann (The Deputy) (Fernsehserie, 24 Folgen)
- 1965: Träumende Lippen (A Patch of Blue)